# Karl Helfferich
Karl Theodor Helfferich (22 de julio de 1872 - 23 de abril de 1924) fue un político, economista y financista alemán.

## Biografía
Helfferich estudió derecho y ciencias políticas en las universidades de Munich, Berlín y Estrasburgo. Enseñó en la Universidad de Berlín y luego en la escuela gubernamental para política colonial e idiomas orientales. En 1902 ingresó en una carrera diplomática. Pronto se convirtió en un líder en la política de imperialismo económico del gobierno alemán, y en 1906 fue nombrado director del ferrocarril de Anatolia, que fue financiado por el Deutsche Bank. En 1908 fue nombrado presidente de la dirección del poderoso Deutsche Bank en Berlín.
Al final de las Guerras de los Balcanes, Helfferich fue el delegado financiero alemán en la conferencia internacional (1913). Fue secretario del Tesoro desde 1916 hasta 1917, y se dijo que era responsable de financiar los gastos de la Primera Guerra Mundial a través de préstamos en lugar de impuestos. Contaba con una victoria final alemana y con imponer fuertes indemnizaciones a los Aliados. También se desempeñó como Vicecanciller de Alemania bajo las cancillerías de 
Georg Michaelis y Georg von Hertling.
Después del Tratado de Brest-Litovsk, Helfferich fue enviado a Moscú como embajador alemán en Rusia, sucediendo a Wilhelm Mirbach que había sido asesinado. Elegido al Reichstag en 1920, Helfferich dirigió a la derecha conservadora y monárquica, conocida como Deutsch-Nationalen, y se opuso firmemente a las reparaciones y al cumplimiento económico del Tratado de Versalles. En particular, dirigió sus denuncias contra el líder demócrata católico Matthias Erzberger.
Helfferich fue un prominente político del Partido Nacional del Pueblo Alemán (DNVP) y dio discursos radicales antirrepublicales contra los políticos que apoyaban el cumplimiento de las reparaciones. En junio de 1920 fue seleccionado como portavoz en el Reichstag para la comisión parlamentaria de investigación sobre las políticas durante la guerra, las cuales defendió.
Durante la hiperinflación de 1923, Helfferich desarrolló un plan para una nueva moneda de centeno, indexada al precio (en papel) del centeno y otros productos agrícolas.  Su plan fue rechazado debido a la extrema variabilidad en el precio del centeno en comparación con otras mercancías, pero muchos de los elementos de su plan se incorporaron en el exitoso Rentenmark que comenzó a circular el 15 de noviembre de 1923. A fines de 1923, cuando Helfferich solicitó el puesto de presidente del Reichsbank, fue rechazado en favor de Hjalmar Schacht.
Helfferich murió en un accidente ferroviario cerca de Bellinzona, Suiza, el 23 de abril de 1924.